# Ride On... (album)
Ride On... är den svenska komikern Svullos debutalbum. Rockgruppen Electric Boys gästar flera låtar på skivan, bland annat "För fet för ett fuck" som blev en hit i svensk radio. Flera svenska musiker gästade också, bland annat Kee Marcello och Lili och Susie. Lasse Brandeby är med som Kurt Olsson på låten "Like A Grävmaskin (Like A Sex Machine)".

## Låtlista[1]
Detta är låtlistan för CD-versionen. På LP- och kompaktkassett-versionerna saknas låt 14-16.
1. Ride On… (med Franco Santunione & Conny Bloom) - 4:39
2. Like A Grävmaskin (Like A Sex Machine) (med Lasse Brandeby som Kurt Olsson) - 4:54
3. Satuma Poika - 2:00
4. Hej och hå å luden tå (med Kee Marcello) - 3:33
5. Svullo och hans vänner (sketch) - 1:38
6. Hymnus Corporis Majestatis (med Kammarkören Svenska Röster) - 2:41
7. Svullo (med Lili och Susie) - 5:41
8. Agne och Svullo (sketch) - 1:23
9. Svullo On Acid (med Electric Boys) - 2:44
10. Klart till drabbning (med Sickan Carlsson) - 4:01
11. Färgtestet (sketch) - 1:39
12. Vita bönan hörna - 2:16
13. För fet… (med Electric Boys) - 4:36
14. För fet…(Fet Mix) - 5:27
15. För fet…(Skrik Som En Gris Mix) - 5:56
16. För fet…(rappa själv) - 4:07

## Medverkande
- Svullo - sång
- Conny Bloom - gitarr på "Ride On...", "Svullo On Acid" och "För fet för ett fuck"
- Andy Christell - bas på "Svullo On Acid" och "För fet för ett fuck"
- Kee Marcello - gitarr på "Hej och hå å luden tå"
- Franco Santunione - gitarr på "Ride On...", "Svullo On Acid" och "För fet för ett fuck"
- Lili och Susie - sång på "Svullo"
- Sickan Carlsson - sång på "Klart till drabbning"
- Kammarkören Svenska Röster - sång på "Hymnus Corporis Majestatis"
- Lasse Brandeby som Kurt Olsson - gäst på "Like A Grävmaskin (Like A Sex Machine)"
- Niklas Sigevall -  trummor på "Svullo On Acid" och "För fet för ett fuck"
- Producent - Svullo och Bomkrash